# Айгюнли
Айгюнли (азерб. Aygünlü) — село в Шабранском районе Азербайджана. Входит в Гяндовский муниципалитет.

## География
Расположено на расстоянии 15 км к северо-западу от районного центра города Шабран.

## История
По сведениям «Камерального описания Кубинской провинции», составленном в 1831 году коллежским регистратором Хотяновским, в казённой деревне Айгюнли население состояло из шиитов, ведших оседлый образ жизни и занимавшихся земледелием и шелководством. К кендхудам деревни относились Ахмед Мухаммед оглы и его братья Исмаил, Хусейнали и Алирза. Не платившие налогов ранджбары принадлежали Кербалаи Джафару.
Первоначально село носило название Айгюнлы Кенгерлы.
Айгюнлы относилась к Шабранскому магалу Дербентской губернии, которая просуществовала с 1846 по 1860 год.
В последующем селение числилось в составе Кубинского уезда Бакинской губернии. Входило в состав Гендобского сельского общества (Гендобского общества) и относилось к Дивичинскому полицейскому участку (местопребывание пристава в Дивичи).
8 августа 1930 года был образован Дивичинский район Азербайджанской ССР. В 1970-х годах Айгюнли являлось одним из селений Гяндовского сельского Совета (сельсовета) данного района.
2 апреля 2010 года Дивичинский район был переименован в Шабранский.

## Население
По данным списков населённых мест Бакинской губернии от 1870 года, составленных по сведения камерального описания губернии с 1859 по 1864 год, в Айгюнлу было 13 дворов и 85 жителей, состоящих из азербайджанцев (по источнику «татары»)-шиитов.
Материалы посемейных списков на 1886 год показывали в Айгюнлы, являвшемся центром одноимённого сельского общества 124 человек (25 дымов), все из которых азербайджанцы (в источнике «татары»)-шииты, из них 19 человек относились к бекам а остальные являлись крестьянами на казённой земле.
Согласно результатам Азербайджанской сельскохозяйственной переписи 1921 года Айгюнли Кубинского уезда Азербайджанской ССР имело 178 жителей (49 хозяйств). Из них мужчин — 95 а женщин — 83. Преобладающая национальность — азербайджанские тюрки.
По данным на 2015 год в Айгюнли проживает 763 жителей. Население занято земледелием, садоводством, виноградарством и животноводством. Имеются средняя школа, медицинский пункт, клуб, библиотека.

## Достопримечательности
В окрестностях села находится исторический памятник Чаккалыктепе, относящийся к эпохе бронзового века. Так же в селе имеются три мечети XIX века («Фатимеи-Захра» и другие).

## Известные уроженцы
В селе Айгюнли родился: Аждар Гамидов (1953 – 2020) — азербайджанский актёр. Народный артист Азербайджана. Снимался в фильмах «Мужское слово», «Анекдот», «Хаджи Гара» и других.